# اضطهاد الروهينجيا
الدين في بورما (ميانمار) (بيو 2010)
يشير اضطهاد الروهينجيا في ميانمار 2016-2017 إلى الحملة العسكرية المستمرة من قبل جيش ميانمار وشرطة ميانمار على مسلمي شعب الروهينجا في ولاية راخين في المنطقة الشمالية الغربية للبلاد. كان القمع ردا على الاشتباكات في ولاية راخين الشمالية والهجمات على المراكز الحدودية البورمية في أكتوبر / تشرين الأول 2016 بواسطة متمردي الروهينجا. وقد اتهم الجيش البورمي بانتهاكات واسعة النطاق لحقوق الإنسان، بما في ذلك عمليات القتل خارج نطاق القانون، والاغتصاب الجماعي، وقتل الأطفال، ولكن الحكومة البورمية ترفض «المبالغة».
واجهت الحملة العسكرية ضد شعب الروهينجا انتقادات من الأمم المتحدة (التي أشارت إلى «جرائم محتملة ضد الإنسانية»)، وجماعة حقوق الإنسان ومنظمة العفو الدولية، ووزارة الخارجية، وحكومة بنغلاديش، وحكومة ماليزيا (حيث فر العديد من لاجئين الروهينجا إليها). ووجهت انتقادات خاصة إلى رئيسة الحكومة في ميانمار، أون سان سو تشي بسبب تقاعسها عن العمل والسكوت على هذه المسألة وعدم القيام بأي شيء لمنع الانتهاكات العسكرية.
أدت الحملة العسكرية إلى نزوح أعداد كبيرة من الروهينجا، مما تسبب في أزمة اللاجئين. وفقا لتقارير الأمم المتحدة، في سبتمبر 2018، فر أكثر من 700000 من الروهينجا أو طردوا من ولاية راخين، نازحين نحو البنغلاديش والبلدان المجاورة كلاجئين. في ديسمبر 2017، تم اعتقال وسجن صحفيين من رويترز قاما بتغطية والتحقيق في مذبحة إن دن. في نوفمبر 2018، صرح وزير الخارجية مينت ثو للصحفيين إن ميانمار مستعدة لقبول 2000 لاجئ من الروهينجا في بنغلاديش.

## الخلفية التاريخية
غالبية شعب ميانمار من البوذيين (88٪ -90٪ من السكان)، مع بعض الأقليات الصغيرة من الديانات الأخرى، بما في ذلك أقلية صغيرة من المسلمين (4٪)، ومعظمهم تم منعهم من التصويت وحرمانهم من الجنسية. ويهيمن على البلاد شعبها البورمي ذو العنصرية العرقية والذي يمثل الأغلبية (68 في المائة)، ومعظمهم من البوذيين. أما المجموعات العرقية الأخرى فإنها تعاني من التمييز وإساءة المعاملة والإهمال من جانب الحكومة؛ في الإقليم الساحلي الغربي من ولاية راخين، حيث الغالبية من البوذيين (الراخين) (4٪، حوالي مليوني نسمة) أما المسلمين الروهينجا (2٪، حوالي مليون شخص) فإنهم قد عانوا على يد الحكومة. وقد أدت التوترات بين المجتمعات البوذية والمسلمة أيضا إلى العنف، حيث البوذيين غالبا ما يستهدفون الروهينجا.
وقد وصف الشعب الروهينجا بأنه «من بين أقل المطلوبين في العالم» و «واحدة من أكثر الدول اضطهادا في العالم.» ويحرم الروهينجا من الحق في حرية الحركة والتعليم العالي. وقد حرموا من الجنسية البورمية منذ صدور قانون الجنسية البورمية. ولا يسمح لهم بالسفر دون إذن رسمي، وكان يطلب من قبل التوقيع على الالتزام بعدم وجود أكثر من طفلين، على الرغم من أن القانون لم ينفذ بدقة. وهم يتعرضون للعمل الجبري الروتيني حيث عادة رجل الروهينجا سوف يضطر إلى التخلي عن يوم واحد في الأسبوع للعمل في المشاريع العسكرية أو الحكومية وليلة واحدة لواجب الحراسة. كما فقد الروهينجا الكثير من الاراضى الصالحة للزراعة التي صادرها الجيش لمنحها للمستوطنين البوذيين.
تصف الروهنجيا أنفسهم بأنهم أحفاد التجار العرب الذين استقروا في المنطقة منذ أجيال عديدة. وقد ذكر العلماء أنهم كانوا موجودين في المنطقة منذ القرن الخامس عشر. غير أن حكومة ميانمار رفضت مواطنتهم ووصفته بانهم مهاجرين غير شرعيين من بنجلاديش.
في العصر الحديث، الاضطهاد لمسلمي الروهينجا في ميانمار يعود إلى سبعينات القرن الماضي. ومنذ ذلك الحين، يتعرض شعب الروهينجا بانتظام للاضطهاد من قبل الحكومة والبوذيين. وكثيرا ما يستغل الحكام العسكريون السابقون في ميانمار التوتر بين مختلف الجماعات الدينية في البلد.
ووفقا لمنظمة العفو الدولية، عانى الروهينجا من انتهاكات حقوق الإنسان في عهد الديكتاتورية العسكرية السابقة منذ عام 1978، وقد فر الكثيرون إلى بنغلاديش المجاورة نتيجة لذلك. وفي عام 2005، ساعد مفوض الأمم المتحدة السامي لشؤون اللاجئين في إعادة الروهينجا من بنغلاديش إلى وطنهم، ولكن ادعاءات انتهاكات حقوق الإنسان في مخيمات اللاجئين هددت هذا الجهد. في عام 2015، كان لا يزال هناك 140,000 من الروهينجا في مخيمات المشردين بعد أعمال الشغب الطائفي في عام 2012.

## التداعيات حتى عام 2017 - الإبادة الجماعية الحالية
في يناير 2017، اعتُقل ما لا يقلّ عن أربعة رجال الشرطة من قبل السلطات الحكومية بعد ظهور فيديو على الإنترنت لقوى أمنية تضرب مسلمي الروهينغيا في نوفمبر 2016. في الفيديو، أُرغم صبية ورجال الروهينغيا على الجلوس في صفوف وأيديهم خلف رؤوسهم، في حين كانوا يُضربون بالهراوات ويُركلون. كانت هذه أول حادثة تعاقب فيها الحكومة قواها الأمنية في الإقليم منذ بداية الحملة.
في 21 يناير 2017، وُجدت ثلاث جثث لرجال من الروهينغيا في قبور ضحلة في ماونغداو. كانوا رجالًا محليين عملوا مباشرة مع الإدارة المحلية، وتعتقد الحكومة أنهم قُتلوا من قبل متمردي الروهينغيا في هجوم انتقامي.
في 4 يوليو 2017، هاجم حشد لا يقل عن 100 بوذي راخيني يحملون هراواتٍ في سيتو سبعة رجال من الروهينغيا من مخيم داباينغ للأشخاص النازحين إلى الداخل، وقتلوا شخصًا وتسببوا بإصابة بالغة لآخر. كان رجال الروهينغيا مرافَقين من قبل الشرطة إلى موانئ سيتو لشراء القوارب، لكنهم هوجموا على الرغم من حضور الحراس المسلحين في مكان قريب. وفقًا لناطق بلسان وزارة الداخلية البورمية، كان رجال الروهينغيا برفقة شرطي غير مسلح في وقت الهجوم، لكنه لم يتمكن من إيقاف المهاجمين. اعتُقل رجل على علاقة بالهجمات في 26 يوليو 2017.
في 30 يوليو 2017، وُجدت طرود بسكويت عالي الطاقة يقدمها برنامج الغذاء العالمي (دبليو إف بي) للأمم المتحدة في مخبأ إرهابي في سلسلة جبال مايو في بلدة ماونغداو. أجرت حكومة دولة الراخين ودبليو إف بي تحقيقاتٍ حول إذا ما كان اكتشاف البسكويت يشير إلى سوء استعمال للمساعدة الغذائية. في 31 يوليو 2017، وُجدت ثلاث جثث مقطوعة الرأس في بلدة راثيدونغ. وفقًا لموظف حكومي، قُتلوا من قبل متمردي الروهينغيا. في 3 أغسطس 2017، وُجدت في بلدة ماونغداو جثث ستة مزارعين من إثنية مرو، قيل إنهم قُتلوا من قبل مقاتلين مسلمين.
في 25 أغسطس أعلنت حكومة ميانمار أن 71 شخصًا (جندي وضابط هجرة و10 رجال شرطة و59 متمردًا) قُتلوا بين ليلة وضحاها خلال هجمات منسقة من قبل ما يصل إلى 150 متمرد على 24 مركز للشرطة وقاعدة كتيبة المشاة الخفيفة العسكرية رقم 552 في دولة راخين. ذكر جيش ميانمار أن الهجوم بدأ نحو الساعة 1:00، حين فجّر جسرٌ من قبل متمردين مسلحين بقنابل وأسلحة يد صغيرة ومناجل. ذكر الجيش أيضًا أن معظم الهجمات حصلت نحو الساعة الثالثة إلى الساعة الرابعة. ادّعت إي آر إس إي أنهم كانوا يتخذون «إجراءاتٍ دفاعية» في 25 موقعًا مختلفًا واتهموا جنود الحكومة بالاغتصاب وقتل المدنيين. ادّعت المجموعة أيضًا أن راثيدونغ كانت تحت حصار لأكثر من أسبوعين، مجوعة الروهينغيا، وأن قوات الحكومة كانت تتحضّر لفعل الأمر نفسه في ماونغداو.
وفقًا ليانغي لي، مقررّة الأمم المتحدة الخاص المعنية بحقوق الإنسان في ميانمار، قُتل ما لا يقل عن 1000 شخص خلال العنف منذ 25 أغسطس. وأضافت أن الرقم «أقل من الواقع على الأرجح». وقلّلت أيضًا من فرص رؤية جنرالات ميانمار في أي يوم في محكمة الجنايات الدولية نظرًا «للمدافعين الدوليين الأقوياء».
اعتبارًا من أكتوبر 2018، ما زالت الاضطهادات متواصلة. نقلت يانغ لي أن سو كي ما زالت في حالة إنكار تام. رفضت حكومة سو كي «تحقيقًا دوليًا مستقلًا» والقيام بعمليات سبر. وصفت لي الوضع بأنه «فصل عنصري»، مع فصل الروهينغيين المعتقلين من «جماعة الإثنية الراخينية» ودون «حرية تنقّل».
في 23 أبريل 2019، قصفت حوامات ميانمار قرية بوثيداونغ الروهينغية. زرع الجيش في وقت لاحق ألغامًا أرضية محرّمة دوليًا على الامتداد الشمالي لدولة الراخين، ما منع الروهينغيين من الهرب نحو الشمال الغربي إلى بنغلاديش. في الجنوب، يُزعم أن جنود ميانمار أطلقوا النار على مدنيي الروهينغيا. وزُعم أن من بقوا استُهدفوا عبر هجمات جوية. وصف البعض الروهينغيا بأنها محاصرة في «منطقة إبادة جماعية».

## هجمات متمردي الروهينجا
وفقا لتقارير دولة ميانمار، في 9 تشرين الأول / أكتوبر 2016، هاجم أفراد مسلحون عدة مراكز شرطة حدودية في ولاية راخين، مما أسفر عن مقتل تسعة من أفراد الشرطة. كما نهبت الأسلحة والذخائر. وقع الهجوم بشكل رئيسي في بلدة مونغداو. وأعلنت جماعة متمردة شكلت حديثا،جيش إنقاذ روهينغا أراكان، مسؤوليتها بعد أسبوع.
واستمرت المواجهات بين المتمردين والجيش في عام 2017.
وأعلنت الحكومة في 25 آب / أغسطس 2017 أن 71 شخصا (جندي واحد، وموظف هجرة واحد، و 10 رجال شرطة، و 59 متمردا) قد قتلوا ليلة أمس خلال هجمات منسقة قام بها ما يصل إلى 150 متمردا على 24 موقعا للشرطة، وفي قاعدة الجيش الكتيبة مشاة 552 في ولاية راخين. وذكر جيش ميانمار أن الهجوم بدأ في حوالي الساعة الواحدة صباحا، عندما انطلق المتمردون المسلحون بالقنابل والأسلحة الخفيفة والمناجل حيث قاموا بتفجير جسر. وذكر الجيش أيضا أن أغلبية الهجمات وقعت حوالي الساعة 3:00 صباحا إلى 4:00 صباحا. وادع جيش إنقاذ روهينغا أراكان أنه اتخذ «إجراءات دفاعية» في 25 موقعا مختلفا واتهم جنود الحكومة باغتصاب وقتل المدنيين. وادعت المجموعة أيضا أن راثدونغ كان تحت الحصار لأكثر من أسبوعين، وأن القوات الحكومية تستعد لفعل الشيء نفسه في مونغدو. وادع جيش إنقاذ روهينغا أراكان أنه وفقا ل يانغي لي، المقرر الخاص للأمم المتحدة المعني بحقوق الإنسان في ميانمار، فإنه تم قتل ما لا يقل عن 1000 شخص في أعمال العنف منذ 25 آب / أغسطس.

## الحملات
عقب حوادث شرطة الحدود، بدأ جيش ميانمار حملة قمع كبرى في قرى ولاية راخين الشمالية. وفي العملية الأولية، قتل عشرات الأشخاص وألقي القبض على العديد منهم. ومع استمرار الحملة، زاد عدد الضحايا. وزادت عمليات الاعتقال التعسفي والقتل خارج نطاق القضاء، وعمليات الاغتصاب الجماعية، والوحشية ضد المدنيين. ووفقا لتقارير وسائل الإعلام، قتل مئات من شعب الروهينجا بحلول كانون الأول / ديسمبر 2016، وهرب الكثيرون من ميانمار كلاجئين إلى المأوى في المناطق القريبة من بنغلاديش.
وفي أواخر نوفمبر / تشرين الثاني، أصدرت هيومن رايتس ووتش صورة الأقمار الصناعية التي أظهرت أن حوالي 1250 منزلا روهينغيا في خمس قرى قد أحرقتها قوات الأمن. وكثيرا ما أبلغت وسائط الإعلام وجماعات حقوق الإنسان عن انتهاكات شديدة لحقوق الإنسان ارتكبها الجيش الميانمارى. وأثناء حادثة وقعت في تشرين الثاني / نوفمبر، زعم أن جيش ميانمار استخدم طائرات هليكوبتر لاطلاق النار على القرويين وقتلهم بعد انضمام بعض القرويين إلى المتمردين في كمين قتل فيه ضابط كبير في الجيش. واعتبارا من نوفمبر / تشرين الثاني 2016، لم تكن ميانمار تسمح بعد لوسائط الإعلام وجماعات حقوق الإنسان بدخول المناطق المضطهدة. ونتيجة لذلك، فإن الأرقام الدقيقة للإصابات بين المدنيين لا تزال مجهولة. ووصفت ولاية راخين ب «الثقب الأسود للمعلومات».
وأفاد أولئك الذين فروا من الاضطهاد في ميانمار بأن النساء تعرضن للاغتصاب الجماعي، وقتل الرجال، وأحرقت المنازل، وألقى الأطفال الصغار في منازل محترقة. القوارب التي تحمل اللاجئين من الروهينجا على نهر ناف تم إطلاق النار عليها من قبل جيش ميانمار.
وفي 3 شباط / فبراير 2017، أصدر مكتب مفوض الأمم المتحدة السامي لحقوق الإنسان تقريرا استنادا إلى مقابلات أجريت مع أكثر من 200 لاجئ من الروهينجا، قالوا إن الانتهاكات تشمل الاغتصاب الجماعي والقتل الجماعي، وقتل الأطفال. وذكر ما يقرب من نصف الذين أجريت معهم المقابلات أن أفراد أسرهم قد قتلوا. وأفادت نصف النساء اللواتي تمت مقابلتهن بأنهن تعرضن للاغتصاب أو الاعتداء الجنسي: فقد وصف التقرير العنف الجنسي بأنه «واسع النطاق ومنهجي». وقيل إن الجيش والشرطة أحرقا «المنازل والمدارس والأسواق والمحلات التجارية والمساجد» التي ينتمي إليها أو يستخدمها شعب الروهينجا.
في مارس / آذار 2017، أدرجت وثيقة للشرطة حصلت عليها رويترز، تفيد أن 423 شخصا من الروهينجا اعتقلتهم الشرطة منذ 9 أكتوبر / تشرين الأول 2016، كان 13 منهم أطفالا، أصغرهم عشر سنوات. وقد تحقق اثنان من رجال الشرطة في مونغدو من الوثيقة وبرروا الاعتقالات، حيث قال أحدهم: «نحن الشرطة يجب أن نعتقل أولئك الذين تعاونوا مع المهاجمين، ولكن المحكمة تقرر ما إذا كانوا مذنبين، ونحن لسنا الذين يقررون». وادعت شرطة ميانمار أيضا أن الأطفال اعترفوا بجرائمهم المزعومة أثناء الاستجواب، وأنهم لم يتعرضوا للضرب أو الضغط أثناء الاستجواب. ويبلغ متوسط عمر المعتقلين 34 عاما، والأصغر سنا هو 10 سنوات، والأكبر هو 75 عاما.
في 25 أغسطس، 2017 هاجم مسلحو روجينيا القوات الحكومية، وهاجمت الحكومة ردا على السكان المدنيين، مما اضطر عشرات الآلاف من شعب روجينيا إلى الفرار إلى بنغلاديش. قالت هيومن رايتس ووتش في أغسطس / آب 2017 أن صور الأقمار الصناعية أظهرت حرقا واسع النطاق في 10 مناطق في شمال راخين. وفي حين أنه لم يتم تحديد أسباب الحرائق، قالت المجموعة إنها «قارنت مواقع هذه الحرائق مع بيانات الشهود التي جمعتها وتقارير وسائل الإعلام، ووجدت علاقة مع بعض الحوادث المبلغ عنها حيث زعمت أن المساكن أحرقت عمدا».

## أزمة اللاجئين

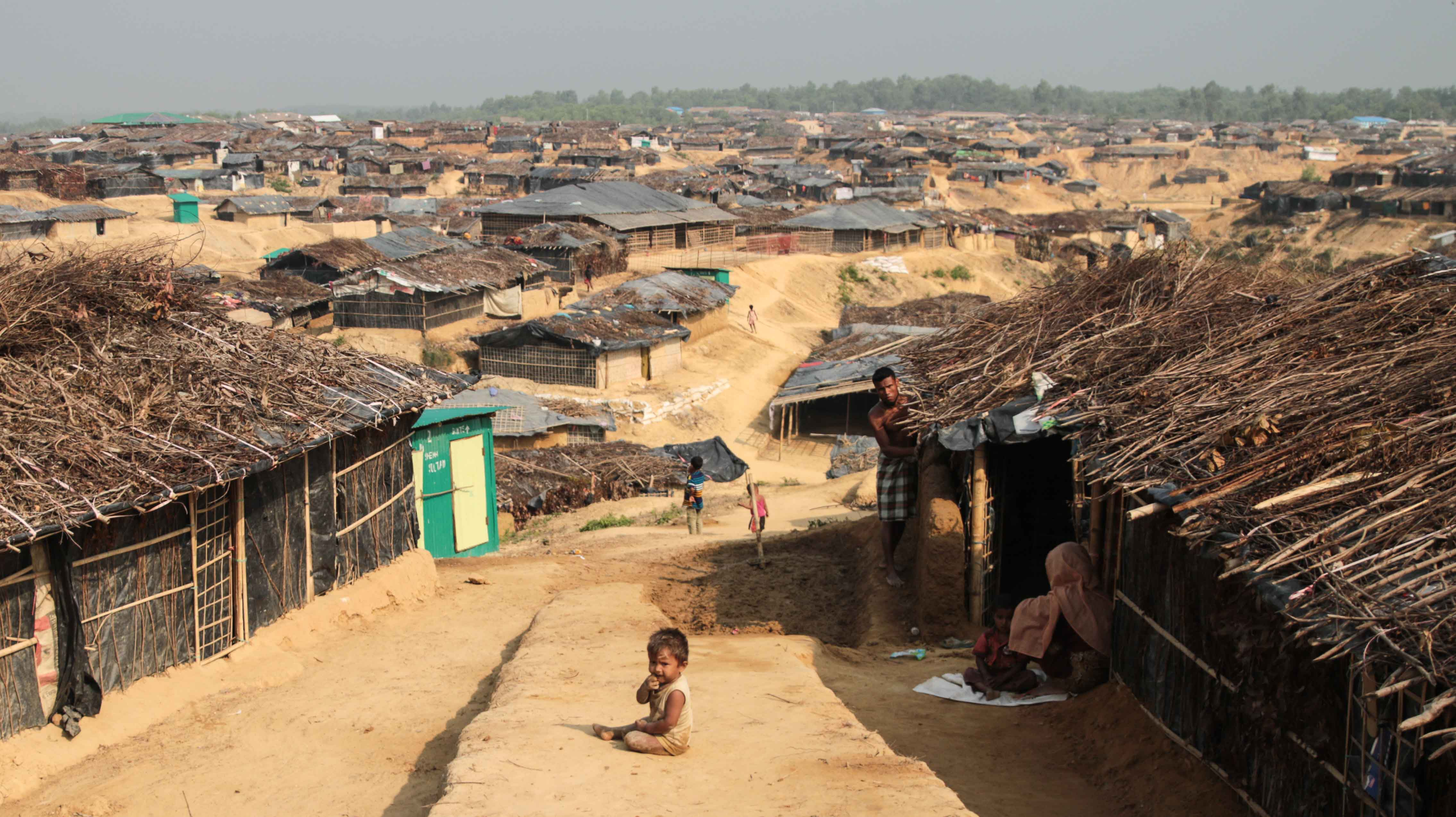
مخيم كوتوبالونج للاجئين في بنغلاديش. (التقطت الصورة في مارس 2017 من قبل جون أوينز)

نتيجة لـ«عمليات التطهير» العسكرية في خريف 2017 وعمليات الانتقام، حتى منتصف أيلول / سبتمبر 2017، فر حوالي 400 ألف لاجئ من الروهينجا (حوالي ثلث سكان الروهينجا) من راخين. معظمهم يفرون إلى بنغلاديش.
وقد نزح ما يقدر بنحو 92000 شخص من الروهينجا بسبب العنف الذي وقع في كانون الثاني / يناير 2017؛ حيث فر حوالي 65,000 شخص من ميانمار إلى الجوار بنغلاديش بين أكتوبر / تشرين الأول 2016 ويناير / كانون الثاني 2017، بينما كان هناك 000 23 شخص آخرين مشردين داخليا.
وقد فر عشرات الآلاف من الروهينجا المسلمين من ميانمار، حيث ينتقل العديد منهم عبر البر إلى بنغلاديش، بينما ينتقل آخرون إلى البحر للوصول إلى إندونيسيا وماليزيا وتايلاند.
في فبراير / شباط 2017، أعلنت حكومة بنغلاديش أنها تعتزم نقل اللاجئين الجدد و 232,000 لاجئ من الروهينغيا الموجودون بالفعل في البلاد إلى ثينغار شار، وهي جزيرة في خليج البنغال. ونقلت وكالات الانباء عن مسؤول اقليمى وصف الخطة بانها «فظيعة». وقد تلقت هذه الخطوة معارضة كبيرة من عدد من الجهات. وقد وصفت جماعات حقوق الإنسان الخطة بأنها عملية نقل قسري. وبالإضافة إلى ذلك، أثيرت بعض الأمور بشأن ظروف المعيشة في الجزيرة، التي هي منخفضة ومعرضة للفيضانات. وقد وصفت الجزيرة بأنها «لا يمكن الوصول إليها إلا خلال فصل الشتاء وأنها ملاذ للقراصنة». وهي تبعد تسع ساعات عن المخيمات التي يعيش فيها اللاجئون من الروهينجا حاليا. في 30 أبريل / نيسان 2017، اعترضت سريلانكا واحتجزت سفينة من أصل هندي عليها 32 لاجئا من الروهينجا قبالة سواحلها الشمالية بعد دخولها المياه السريلانكية.
في مايو / أيار 2017، احتجزت بنغلاديش 12 شخصا من الروهينجا واثنين من المهربين حاولا مغادرة البلاد عن طريق القوارب إلي ماليزيا. وفي 14 أغسطس / آب 2017، أعلنت الهند أنها سترحل ما يقدر ب 40,000 لاجئ من الروهينجا بما في ذلك 14,000 من المسجلين لدى المفوضية السامية للأمم المتحدة لشؤون اللاجئين.

## حوادث ذات صلة
وفي يناير / كانون الثاني 2017، احتجزت السلطات الحكومية أربعة رجال شرطة على الأقل بعد ظهور فيديو على الإنترنت لقوات الأمن التي تضرب مسلمي الروهينجا في تشرين الثاني / نوفمبر 2016. وفي الفيديو، أجبر رجال وأولاد الروهينجا على الجلوس في صفوف مع أيديهم خلف رؤوسهم، بينما تعرضوا للضرب بالهراوات والركل. وكانت هذه أول حادثة تعاقب فيها الحكومة قوات الأمن التابعة لها في المنطقة منذ بدء الحملة.
وفي 21 كانون الثاني / يناير 2017، عثر على جثث ثلاثة رجال من الروهينجا في قبور ضحلة في مونغدو. وكان الرجال من السكان المحليين الذين عملوا بشكل وثيق مع الإدارة المحلية، وتعتقد الحكومة أنهم قتلوا من قبل متمردي الروهينجا في هجوم انتقامي.
في 4 يوليو / تموز 2017، هاجم مجموعة من مائة شخص على الأقل من البوذيين من ولاية راخين سبعة رجال من الروهينجا من مخيم دابينغ حيث قاموا برميهم بالطوب، مما أسفر عن مقتل شخص واحد وإصابة آخر بجروح بالغة. كانت الشرطة ترافق رجال الروهينجا إلى أرصفة سيتوي لشراء قوارب، لكنهم تعرضوا للهجوم على الرغم من وجود حراس مسلحين بالقرب. ووفقا لما ذكره متحدث باسم وزارة الشؤون الداخلية البورمية، كان هناك شرطياً غير مسلح مع رجال الروهينجا وقت الهجوم، لكنه لم يتمكن من وقف المهاجمين.

## الاحتجاجات الدولية
عقدت احتجاجات إسلامية في عواصم مختلفة في البلدان الآسيوية في أواخر تشرين الثاني / نوفمبر 2016. عقدت الاحتجاجات في 8 سبتمبر 2017 عبر آسيا في بنغلاديش وإندونيسيا والفلبين وماليزيا وباكستان تضامنا مع شعب الروهينجا. كما عقدت مظاهرات من قبل الشعب روهينجا في ملبورن، بأستراليا في أوائل سبتمبر 2017. وقد جرت احتجاجات إضافية في الشهر نفسه في واشنطن العاصمة في الولايات المتحدة، وكيب تاون في جنوب أفريقيا، وجامو وكشمير في الهند، وهونج كونج.

## انتقادات
واجهت الحملة العسكرية ضد شعب الروهينجا انتقادات من مختلف الجهات. وقد وصفت جماعة حقوق الإنسان بمنظمة العفو الدولية ومنظمات مثل الأمم المتحدة الحملة العسكرية على أقلية الروهينجا بأنها جرائم ضد الإنسانية، وقالت إن الجيش جعل المدنيين هدفاً عسكرياً.

### علي الصعيد العالمي

#### الولايات المتحدة الأمريكية
أعربت وزارة الخارجية عن قلقها إزاء العنف في ولاية راخين وتشريد الروهينجا.

#### بنجغاديش
في نوفمبر / تشرين الثاني 2016، استدعت بنغلاديش مبعوث ميانمار في بلادها للتعبير عن «قلقها البالغ» إزاء اضطهاد الروهينجا.

#### ماليزيا
قامت مظاهرة احتجاجية في أوائل ديسمبر / كانون الأول، انتقد رئيس الوزراء نجيب رزاق سلطة ميانمار لقصفهم العسكري على مسلمي الروهينجا، ووصف الاضطهاد المستمر بأنه «إبادة جماعية». كما ألغت ماليزيا مباراتين لكرة القدم مع ميانمار احتجاجا على الحملة.

### الأمم المتحدة
في أغسطس / آب 2016، دعي الأمين العام السابق للأمم المتحدة كوفي عنان لرئاسة لجنة مكونة من تسعة أعضاء لمعالجة انتهاكات حقوق الإنسان في راخين. وعقب زيارة استمرت اسبوعا في ولاية راخين اعربت المنظمة عن قلقها العميق ازاء التقارير المتعلقة بانتهاكات حقوق الإنسان في المنطقة.
وفي تشرين الثاني / نوفمبر 2016، اتهم أحد كبار مسؤولي الأمم المتحدة، جون ماكيسيك، ميانمار بإجراء تطهير عرقي في ولاية راخين لتحريرها من الأقلية المسلمة.
وفي كانون الأول / ديسمبر 2016، انتقدت الأمم المتحدة بشدة حكومة ميانمار لمعاملتها السيئة لشعب الروهينجا، ووصفت نهجها بـ«الشاذ». كما دعت الأمم المتحدة أون سان سو تشي، مستشار الدولة في ميانمار والحائز على جائزة نوبل لإتخاذ خطوات لوقف العنف ضد الروهينجا. وذكرت الأمم المتحدة في تقريرها الصادر في شباط / فبراير 2017 أن اضطهاد الروهينجا قد تضمن انتهاكات جسيمة لحقوق الإنسان. وقال مفوض الأمم المتحدة لحقوق الإنسان، زيد رعد الحسين: «إن القسوة التي يتعرض لها هؤلاء الأطفال من الروهينجا لا تطاق، أي نوع من الكراهية يمكن أن يجعل رجل يطعن طفل يبكي من أجل حليب أمه؟»

### أون سان سو تشي
انتقدت أون سان سو تشي بصفة خاصة لصمتها وعدم اتخاذ إجراء بشأن هذه المسألة، فضلا عن الفشل في منع انتهاكات حقوق الإنسان من جانب الجيش. وقد دعا العديد من الناس لإلغاء جائزة نوبل الحائزة عليها. وقالت ردا على ذلك: «أرني بلدا بلا قضايا حقوق الإنسان.»

### جيش مياتمار
وفي 23 أيار / مايو 2017، رفض تقرير صادر عن الجيش الادعاءات التي قدمتها المفوضية السامية لحقوق الإنسان في شباط / فبراير، قائلا إنه «من بين الاتهامات ال 18 الواردة في تقرير مفوضية حقوق الإنسان، تبين أن 12 اتهاما منها غير صحيحة، وأنها اتهامات كاذبة ومختلقة تقوم على الكذب وتصريحات خاطئة».

### المنظمات غير الحكومية
ووفقا لماثيو سميث من منظمة فورتيفي ريتس غير الحكومية، «يمكننا الآن القول بدرجة عالية من الثقة بأن قوات الأمن التي يقودها المسلحين المحليين قد ارتكبت أعمال قتل جماعية». واتهم سميث الجيش البورمي بمحاولة طرد جميع الروهينجا من بلد.

## وصلات خارجية
- Arakan Rohingya National Organisation
- الروهينغيا.. مسلمون مضطهدون - محتوى تفاعلي من موقع الجزيرة